# SMS Möwe (1914)
SMS Möwe foi um navio mercante que serviu na Marinha Imperial Alemã. Ele ficou notório por realizar missões de ataque furtivo e assalto contra embarcações Aliadas durante a Primeira Guerra Mundial.
O Möwe realizava seus ataques disfarçado como navio de carga neutro para se aproximar dos seus alvos e então os atacava, afundando ou danificando gravemente várias embarcações inimigas.
O navio ganhou um ar de misticismo devido a sua furtividade. Embarcações dos aliados reportavam um "navio fantasma" que se aproximava dos seus navios, os afundava e depois sumia. Em março de 1917, retornou para a Alemanha e não participou mais da guerra, devido ao seu valor de propaganda pelo governo. Estima-se que entre 1916 e 1917, ele tenha afundado quase quarenta navios, a maioria britânicos.